# Заслуженный рационализатор Республики Марий Эл
Заслуженный рационализатор Республики Марий Эл (луговомар. Марий Эл Республикын сулло рационализаторжо) — государственная награда, почётное звание Республики Марий Эл.

## История
Учреждено Указом Президиума Верховного Совета Марийской АССР от 3 июля 1962 года.

## Основания награждения
Установлено для авторов рационализаторских предложений, внедрение которых внесло существенный вклад в совершенствование производства, повышение производительности труда, улучшение качества продукции, условий труда и техники безопасности, обеспечение научно-исследовательского и учебного процесса, ведущих многолетнюю плодотворную рационализаторскую деятельность. 
Присваивается Главой Республики Марий Эл (ранее Президиумом Верховного Совета Марийской АССР) с вручением удостоверения и нагрудного знака. На 1 июля 2008 года звания удостоен 101 человек.

## Список обладателей почётного звания
- Заболотский Феликс Фёдорович (1965)[1]
- Пластинин Николай Александрович (1980)[2]
- Маркин Вячеслав Николаевич (1991)[3]